# 타이거 우즈
엘드릭 톤트 "타이거" 우즈(영어: Eldrick Tont "Tiger" Woods, 1975년 12월 30일~)는 미국의 프로 골프 선수이다. PGA투어 우승 공동 1위, 남자 메이저대 2위, 수많은 골프 기록을 보유하고 있다. 우즈는 역사상 가장 위대한 골프 선수 중 한 명이며, 역사상 가장 유명한 골프 선수 중 한 명으로 널리 알려져 있다.
우즈는 골프 역사상 최고의 선수 중 한 명으로 여겨지고 있다. 1996년 20세의 나이로 프로가 된 그는 1997년 첫 메이저 대회인 마스터스 외에 3번의 PGA 투어 대회에서 우승하여 엄청난 기록을 남겼다. 프로가 된 이후 1년도 채 지나지 않은 1997년 6월 세계 랭킹 1위에 처음 올랐다. 그는 10년 이상 골프의 유일무이한 지배자였다. 1999년 8월부터 2004년 9월(연속 264주), 2005년 6월부터 2010년 10월(281주 연속)까지 세계 랭킹 1위였다. 이 기간 동안, 그는 13번의 골프 메이저대회에서 우승했다.
그는 이후 개인적인 사생활 문제와 부상으로 인해 2009년 12월부터 2010년 4월 초까지 아내 엘린과의 결혼 문제를 해결하기 위해 경기를 중단했다. 결국 이 부부는 이혼했고 2011년 11월 세계랭킹 58위로 하락한 뒤 2013년 3월부터 2014년 5월까지 다시 1위로 올라섰다. 하지만 2014년~2017년 4차례 허리 수술을 받았다. 우즈는 부상의 여파로 2015년 8월부터 2018년 1월까지 단 한 차례 대회 밖에 출전하지 못해 부진하다가 2018년 9월 투어챔피언십에서 5년 만의 대회 우승, 2019년 마스터스 대회에서 11년 만의 메이저대회 우승 등 꾸준히 정상에 올랐다.
우즈는 수많은 골프 기록을 보유하고 있다. 그는 역사상 가장 연속적으로,그리고 역사상 가장 많은 세계 랭킹 1위를 차지했다. 그는 PGA 올해의 선수상을 11번 받았고, 최저 조정 득점 평균으로 바이런 넬슨 상을 8번 수상했다. 우즈는 10시즌 동안 상금왕 기록을 갖고 있다. 15번의 프로 메이저 골프 선수권 대회(최다 기록 보유자는 18번의 우승 경력이 있는 잭 니클라우스)와 82번의 PGA 투어 대회 우승(샘 스니드와 동률)을 달성했다. 우즈는 현재 모든 현역 골퍼들의 통산 메이저 우승과 PGA 투어 통산 우승에서 앞서고 있다. 우즈는 커리어 그랜드슬램을 달성한 5번째(진 사라젠, 벤 호건, 게리 플레이어, 잭 니클라우스)선수로 최연소 기록이다. 통산 그랜드슬램을 세 번 달성한 두 번째(니클라우스 이후) 선수이기도 하다.
우즈는 18번의 세계 골프 선수권 대회에서 우승했다. 그는 또한 1999년 라이더컵 우승팀의 일원이기도 했다. 우즈는 2019년 5월 도널드 트럼프로부터 대통령 자유훈장을 받았다.

## 메이저 대회에서의 성적
| 대회             | 1995   | 1996   | 1997 | 1998 | 1999 |
| ---------------- | ------ | ------ | ---- | ---- | ---- |
| 마스터즈         | T41 LA | CUT    | 1    | T8   | T18  |
| US 오픈          | WD     | T82    | T19  | T18  | T3   |
| 디 오픈 챔피언십 | T68    | T22 LA | T24  | 3    | T7   |
| PGA 챔피언십     | DNP    | DNP    | T29  | T10  | 1    |

| 대회          | 2000 | 2001 | 2002 | 2003 | 2004 | 2005 | 2006 | 2007 | 2008 | 2009 |
| ------------- | ---- | ---- | ---- | ---- | ---- | ---- | ---- | ---- | ---- | ---- |
| 마스터즈      | 5    | 1    | 1    | T15  | T22  | 1    | T3   | T2   | 2    | T6   |
| US 오픈       | 1    | T12  | 1    | T20  | T17  | 2    | CUT  | T2   | 1    | T6   |
| 브리티시 오픈 | 1    | T25  | T28  | T4   | T9   | 1    | 1    | T12  | DNP  | CUT  |
| PGA 챔피언십  | 1    | T29  | 2    | T39  | T24  | T4   | 1    | 1    | DNP  | 2    |

| 대회             | 2010 |   |
| ---------------- | ---- | - |
| 마스터즈         | T4   | 1 |
| US 오픈          | T4   |   |
| 디 오픈 챔피언십 | T23  |   |
| PGA 챔피언십     | T28  |   |

| 대회              | 2010 | 2011 | 2012 | 2013 | 2014 | 2015 |
| ----------------- | ---- | ---- | ---- | ---- | ---- | ---- |
| 매스터스 토너먼트 | T4   | T4   | T40  | T4   | DNP  | T17  |
| US 오픈           | T4   | DNP  | T21  | T32  | DNP  | CUT  |
| 디 오픈 챔피언십  | T23  | DNP  | T3   | T6   | 69   | CUT  |
| PGA 챔피언십      | T28  | CUT  | T11  | T40  | CUT  | CUT  |

LA = Low Amateur

DNP = 불참

WD = 기권

CUT = 컷 탈락

"T" = 공동 

## 플레이 스타일
우즈가 1996년 미국프로골프 투어에 처음 입단했을 당시에 긴 드라이브 거리로 골프계에 큰 영향을 미쳤다. 그는 거리상 정확도를 높이는 True Temper Dynamic Gold 샤프트와 더 작은 메탈 클럽헤드를 사용했다. 2004년 우즈는 마침내 더 큰 드라이버 클럽 헤드와 그래파이트 샤프트로 업그레이드했고, 이것은 그의 클럽 헤드 스피드와 결합되어, 투어에서 거리가 가장 긴 선수들 중 하나가 되었다.
우즈는 장타임에도 불구하고 벙커 플레이와 특히 퍼팅 능력이 그의 가장 큰 장점으로 평가된다.

## 골프 밖 생애
흑인 아버지와 태국인 어머니 사이에서 태어났으나, 그의 핏줄은 복잡하다고 한다. 아버지는 2006년 5월 3일 얼 우즈씨 전립선암으로 투병 중에 사망하였고, 어머니는 2025년 2월 4일 쿨티다 우즈씨 사망하였다.
2004년 10월 5일 바베이도스에서 스웨덴 모델 출신의 앨린 노르데그린과 혼인했으며, 2007년과 2009년에 각각 딸과 아들을 낳았다. 우즈는 2009년 11월 27일 교통사고를 당한 후 불륜설에 휘말렸다. 그 후 그는 2주 후인 12월 11일에 무기한 골프 중단을 선언하였다. 앨린과는 2010년 8월 23일 공식적으로 이혼했다.
2021년 2월 23일 로스엔젤레스 외곽의 란초 팔로스 베르데스(Rancho Palos Verdes)에서 차가 전복되는 교통사고를 당했다. 이 사고로 정강이와 발목이 골절되는 중상을 입었으며 이로 인해 선수 생명에 영향이 가게 되었다. 증상 여부에 따라 은퇴할 가능성도 존재한다.

## 같이 보기
- 그랜드 슬램 (골프)